# 에스타디오 데 네르비온
에스타디오 데 네르비온(스페인어: Estadio de Nervión)은 스페인 안달루시아 주 세비야에 있었던 다목적 경기장이다. 이 경기장은 주로 축구 경기를 열었는데, 주로 세비야의 안방 구장으로 사용되었다. 이 경기장은 20,000명의 관중을 수용할 수 있으며, 1928년에 개장했다. 이 경기장은 라몬 산체스 피스후안 구장이 개장하면서 1958년에 폐장되었다.
네르비온 경기장은 캄포 데 라 레이나 빅토리아를 대체하기 위해 건설되었다.